# Cant polifònic gascó
El cant polifònic gascó o dels Pirineus (Cantèra en gascó) és la pràctica tradicional plurivocal resultant d'una construcció musical basada en un cantus firmus al qual s'apliquen patrons consonàntics implícits però ben definits. Les cantèras són típiques del sud de la Gascunya,
La cantèra (que es podria traduir per "cantada" en català) figura a l'Inventari del patrimoni cultural immaterial de França.

## Descripció

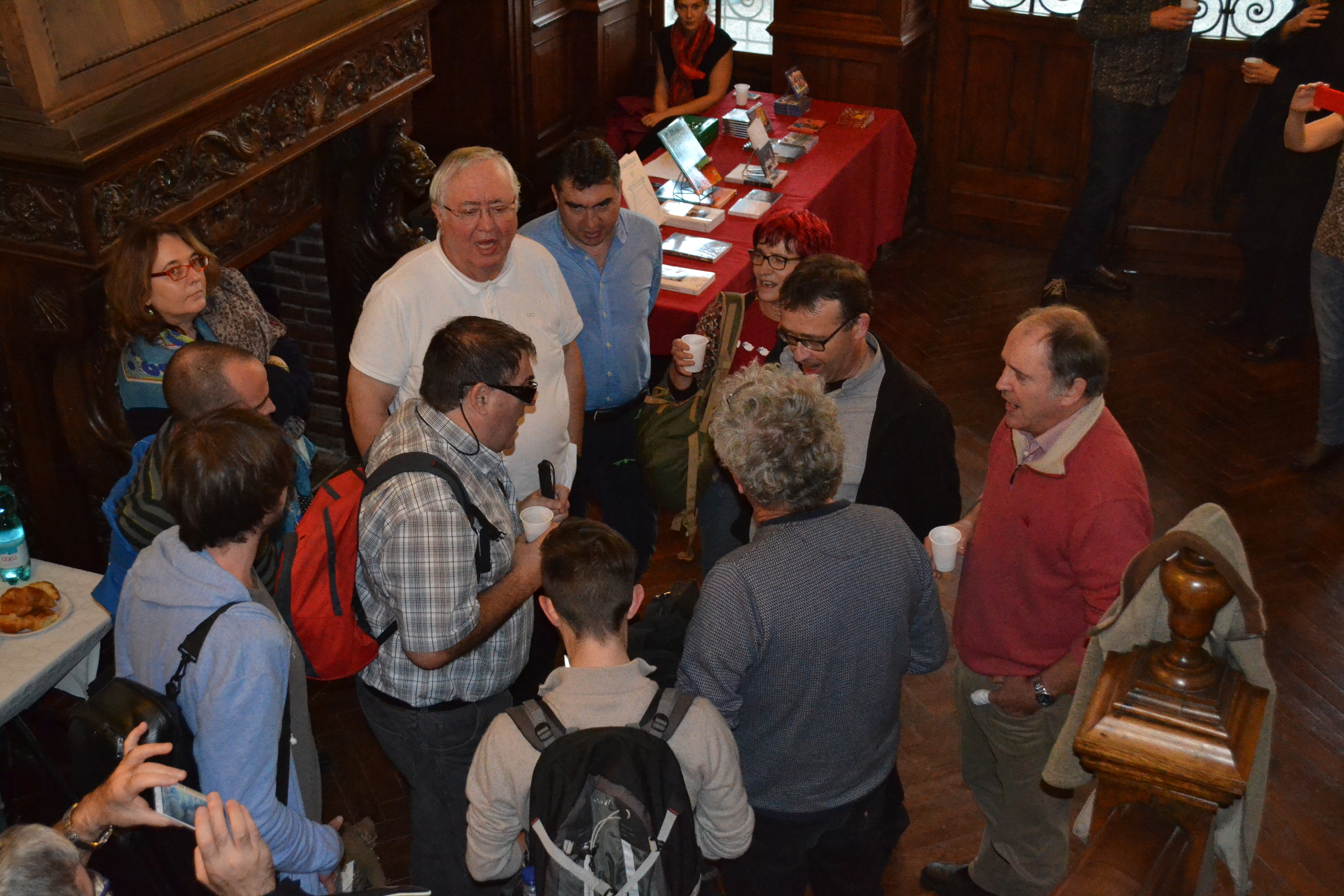
Cantèra.

Al Pirineu gascó i basc, el cant plurivocal polifònic es practica generalment en espais públics o privats. La cantèra es basa en un pensament melòdic-lineal. Produïda en numerus apertus, procedeix, per tant, d'una construcció humana que interactua amb paràmetres contextuals i fisiològics.
Al Pirineu gascó, la polifonia és fonamental per a tothom, des de les misses dominicals fins a les festes patronals. Tot i això, la cantèra ha estat ignorada durant molt de temps per la investigació etnomusicològica i per qualsevol acció cultural francesa.
El repertori pirinenc és un dels més rics de França; la cançó polifònica pirinenca forma part de la gran tradició de les cançons polifòniques del sud d'Europa, des de Portugal fins a Còrsega.
La reputació de certs grups, com Nadau, o els bascos d'Oldarra ha anat molt més enllà de les fronteres regionals.

## Història
Els testimonis orals i escrits del Pirineu gascó ja testifiquen l'existència d'aquests cants a finals del segle xviii. Des de finals dels anys seixanta, el cant polifònic ha anat prenent nous espais de sociabilitat amb la promoció de festivals, concerts, vetllades locals o concursos vocals.

## Llenguatges i tècniques

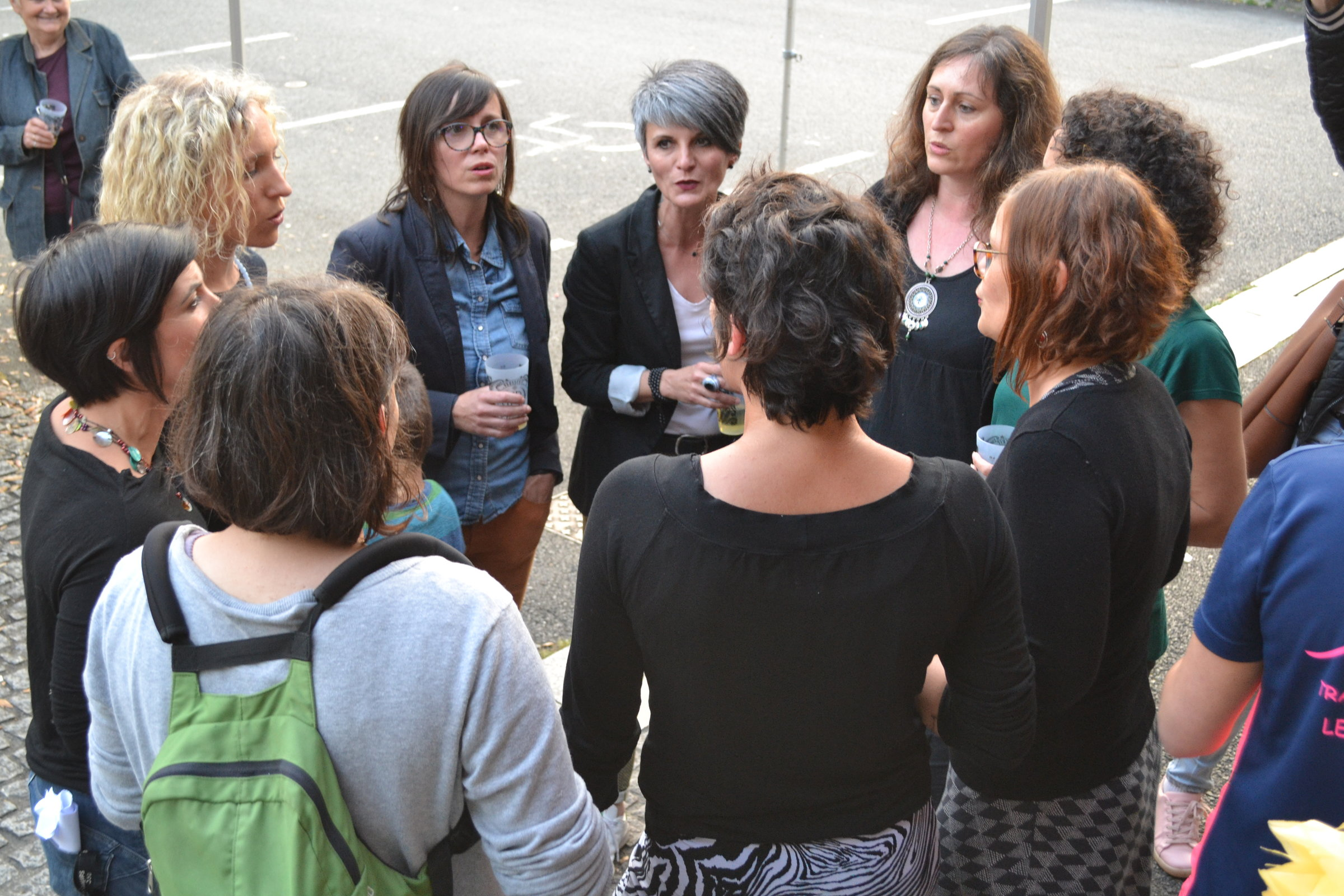
Cantèra.

La cantèra del Pirineu gascó i basc roman fortament establerta al Bearn i la Bigorra, on la pràctica multivocal està molt estesa. Les cançons surten d'un repertori tradicional que es remunta a diversos segles i es canten en occità, tot i que també n'hi ha en francès. Les cantèras molt sovint són espontànies, quan alguns assistens d'una trobada lúdica s'uneixen per cantar.
La polifonia pirinenca utilitza diverses veus diferents, generalment 2 o 3. Construïda a partir d'una poesia cantada preexistent anomenada en occità aire, cant o normala, la polifonia consta d'una o dues veus d'aquest cant. Aquestes veus són improvisades, una en els aguts (la hauta) i l'altra en els greus (la baisha o la contrabaisha) formant d'aquesta manera, sigui quin sigui el nombre de cantants, dues o tres veus diferents.
Les tècniques utilitzades són senzilles: veus paral·leles i tons (un to particularment baix al Baix Ador) que es poden associar. Poder sentir dues o tres veus dependrà del context de l'actuació: la presència de cantants amb les habilitats vocals necessàries capaços d'improvisar aguts i greus, les seves afinitats, etc.

## Ús
Al Pirineu gascó i basc les cantèras apareixen quan s'ajunten almenys dos cantants, i a partir d'aquí s'hi afegeixen tots aquells que ho desitgen. Acostumen a aparèixer en entorns grupals: cantant himnes a l'església, aprofitant la convivència dels àpats, reunions al cafè, en convids, en esdeveniments esportius...
Ja sigui en un lloc públic o privat, hi pot participar tothom, tant grans com petits. Tampoc hi ha restricció de gènere: hi poden participar homes i dones.

## Festivals

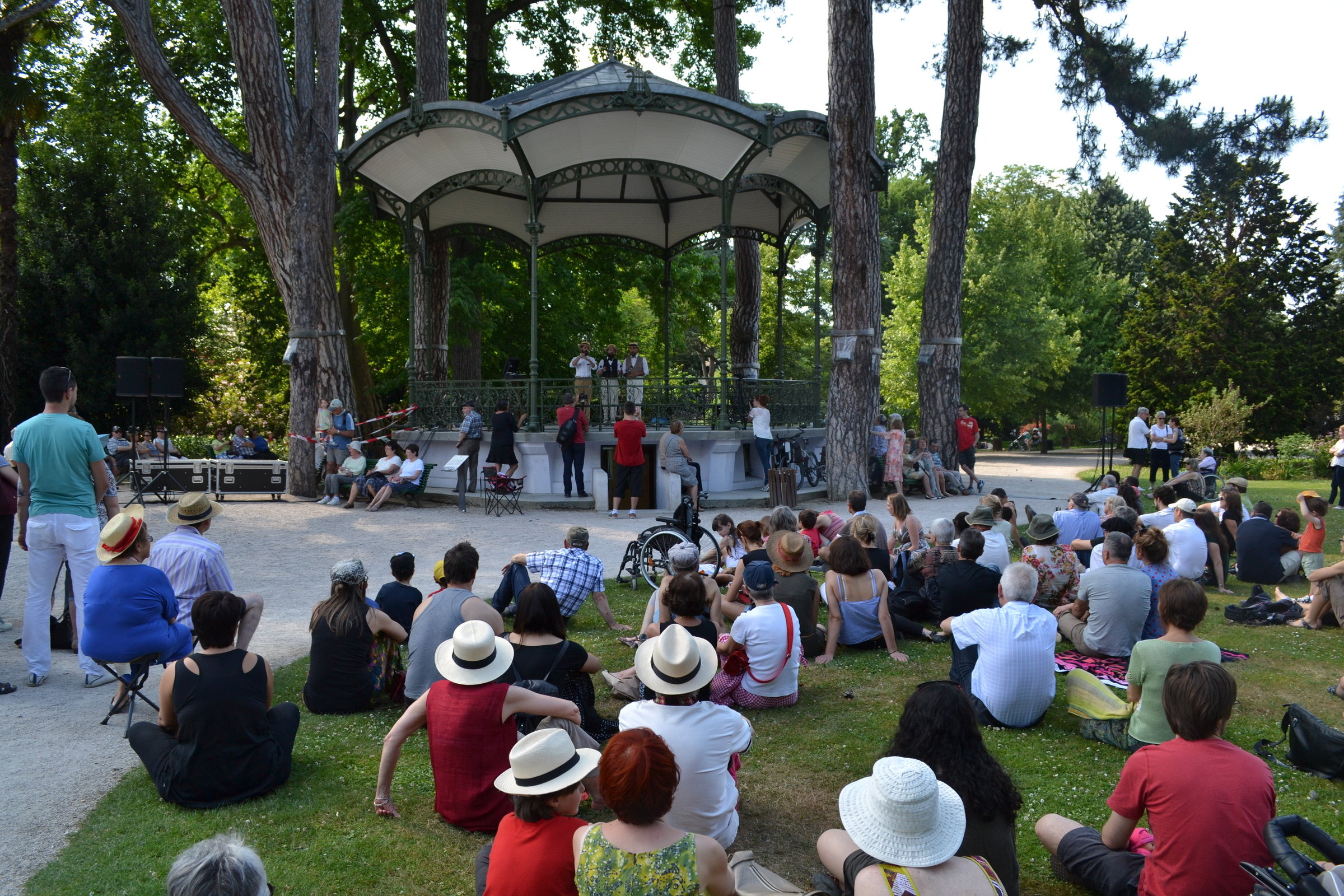
Tarba en Canta el 2015.

### Bearnesos
- Hestiv'Òc (Bearn): Festival anual que se celebra a Pau, que promociona la cultura occitana.[7]
- Festival de Siròs (Bearn)ː Festival que se celebra des de fa més de 50 anys.[8]

### Bigordans
- Tarba en Canta (Bigorra): Festival de polifonies que se celebra anualment a Tarba des de 2010. Cada edició reuneix milers de persones.[9]
- l'Hesteyade d'Ibòs (Bigorra).[10]